# ゴールデン☆アイドル キャンディーズ
『ゴールデン☆アイドル キャンディーズ』（ゴールデンアイドル キャンディーズ）は、キャンディーズのベスト・アルバム。2015年4月4日発売。発売元はソニー・ミュージックダイレクト。規格品番はMHCL-30304/5。完全生産限定盤である。

## 解説
CD帯のコピー：食べてしまいたいほど可愛い女の子たち
歌手デビューをした1973年から解散をした1978年までの間に、キャンディーズが単独名義で発表したシングルレコード全17枚と企画盤1枚のA面・B面曲を網羅した、CD2枚組のシングル・コレクションである。
発売に際し、音源に対してデジタル・リマスタリングが施された。また、CD規格は「高品質CD」とされるBlu-specCD2仕様である。CDパッケージはシングルレコード・サイズの見開きダブル紙ジャケットであり、当時封入されたレコードジャケット写真の表面や歌詞記載の裏面、巻末にサイン筆跡などを収めた複製ブックレットが付属している。
収録内容の内訳は、ディスク1が1973年の1枚目「あなたに夢中」から1975年の8枚目「ハートのエースが出てこない」まで計16曲、ディスク2は1976年の9枚目「春一番」から1978年の17枚目「微笑がえし」と、イレギュラーのシングル盤収録曲「つばさ」「グッド・バイ・タイムス」を加えた計20曲である。
当企画『ゴールデン☆アイドル』はソニー・ミュージックのほか、日本コロムビア、ユニバーサルミュージック、ポニーキャニオン、ビクターエンタテインメントの5社合同企画として始まった。なお、ソニー系列から発売された作品としては第一弾の天地真理と南沙織、第二弾の山口百恵に続いて本作が第三弾であり、同時に女性アイドルグループの作品としては他社を含め本作が初である。
発売日の4月4日は、後楽園球場にて解散コンサートが開催された日付である（1978年。この日以降、再結成はなされていない）。

## 収録曲
- 作詞者、作曲者、編曲者はリンク先を参照のこと。

### Disc 1
1. あなたに夢中（3分12秒）
2. なみだ草（2分51秒）
3. そよ風のくちづけ（3分5秒）
4. 桜草のかなしみ（2分52秒）
5. 危い土曜日（3分13秒）
6. 青春の真中（2分46秒）
7. なみだの季節（3分46秒）
8. 迷える羊（3分17秒）
9. 年下の男の子（3分32秒）
10. 私だけの悲しみ（3分42秒）
11. 内気なあいつ（3分19秒）
12. 恋の病気（3分32秒）
13. その気にさせないで（3分33秒）
14. 一枚のガラス（3分36秒）
15. ハートのエースが出てこない（3分9秒）
16. 冬の窓（3分17秒）

### Disc 2
当初、「ふたりのラヴ・ソング」がシングル・ヴァージョンではなく、『キャンディ・レーベル』収録のアルバム・ヴァージョンが誤って収録されてしまい、交換が行なわれた。
1. 春一番（3分22秒）
2. 二人だけの夜明け（3分8秒）
3. 夏が来た!（3分17秒）
4. ご機嫌いかが（3分11秒）
5. ハート泥棒（3分32秒）
6. 今がチャンスです（3分46秒）
7. 哀愁のシンフォニー（3分46秒）
8. 別れても愛して（4分3秒）
9. やさしい悪魔（3分39秒）
10. あなたのイエスタデイ（3分59秒）
11. 暑中お見舞い申し上げます（3分1秒）
12. オレンジの海（3分27秒）
13. アン・ドゥ・トロワ（3分39秒）
14. ふたりのラヴ・ソング（4分1秒）
15. わな（3分22秒）
16. 100% ピュア・レディ（3分5秒）
17. 微笑がえし（4分36秒）
18. かーてん・こーる（5分1秒）
19. つばさ（4分48秒）
20. グッド・バイ・タイムス（4分30秒）